# 2023 في ليبيا
تحتوي هذه المقالة على أهم الأحداث التي شهدتها ليبيا في 2023، إضافة إلى أهم الشخصيات الليبية المولودة والمتوفية في هذه السنة.